# Linux
Linux (о файле/ˈlɪnəks/ [ˈlɪnəks] или [ˈlɪnʊks], Ли́нукс; в части случаев GNU/Linux) — семейство Unix-подобных операционных систем на базе ядра Linux, включающих тот или иной набор утилит и программ проекта GNU, и, возможно, другие компоненты. Как и ядро Linux, системы на его основе создаются и распространяются в соответствии с моделью разработки свободного и открытого программного обеспечения. Linux-системы распространяются в основном бесплатно в виде различных дистрибутивов в форме, готовой для установки и удобной для сопровождения и обновлений, и имеющих свой набор системных и прикладных компонентов, как свободных, так и проприетарных.
Появившись как решения вокруг созданного в начале 1990-х годов ядра, уже с начала 2000-х годов системы Linux являются основными для суперкомпьютеров и серверов, расширяется применение их для встраиваемых систем и мобильных устройств, некоторое распространение системы получили и для персональных компьютеров. Распространение среди пользователей настольных компьютеров не столь значительное, но в 2020-е годы неуклонно растёт, достигая к 2024 году доли 4,5 %.
За счёт использования свободного программного обеспечения и привлечения волонтёров каждая из систем Linux обладает значительными программными возможностями, трудно реализуемыми в прочих моделях разработки: например, в 2008 году расчёты показывали, что для того, чтобы «с нуля» разработать систему, аналогичную Fedora 9, потребовалось бы затратить 10,8 млрд $, а совокупная себестоимость только ядра Linux оценивалась в сумму более 1,4 млрд $, притом только за 2008 год она увеличилась на 315 млн $, совокупный труд оценён в размере 73 тыс. человеко-лет.

Семейство систем, включающих в качестве компонентов основные программы проекта GNU, такие как bash, gcc, glibc, coreutils и ряд других, иногда идентифицируется как GNU/Linux. Так как традиционно большинство систем было именно таким, под «Linux» обычно подразумеваются именно они; притом существует спор об именовании GNU/Linux. Существует проект стандартизации внутренней структуры Linux-систем — Linux Standard Base, часть документов которого зарегистрирована в качестве стандартов ISO; но далеко не все системы сертифицируются по нему, и в целом для Linux-систем не существует какой-либо общепризнанной стандартной комплектации или формальных условий включения в семейство. Однако бывают и не зависящие от программ GNU операционные системы на базе ядра Linux: в частности, таковыми являются мобильные ОС Android, KaiOS и FirefoxOS.

Пингвин Tux

Официальным логотипом и талисманом Linux является пингвин Tux, созданный в 1996 году Ларри Юингом. Торговая марка «Linux» принадлежит создателю и основному разработчику ядра Линусу Торвальдсу. При этом проект Linux в широком смысле не принадлежит какой-либо организации или частному лицу, вклад в его развитие и распространение осуществляют тысячи независимых разработчиков и компаний, одним из инструментов взаимодействия которых являются группы пользователей Linux. Существует ряд некоммерческих объединений, ставящих основной целью развитие и продвижение Linux, наиболее крупное и влиятельное из них — основанный в 2007 году The Linux Foundation. Существует значительный рынок коммерческой технической поддержки Linux-систем, на котором с долей свыше 70 % (2017) доминирует корпорация Red Hat (поглощена IBM в 2019 году).

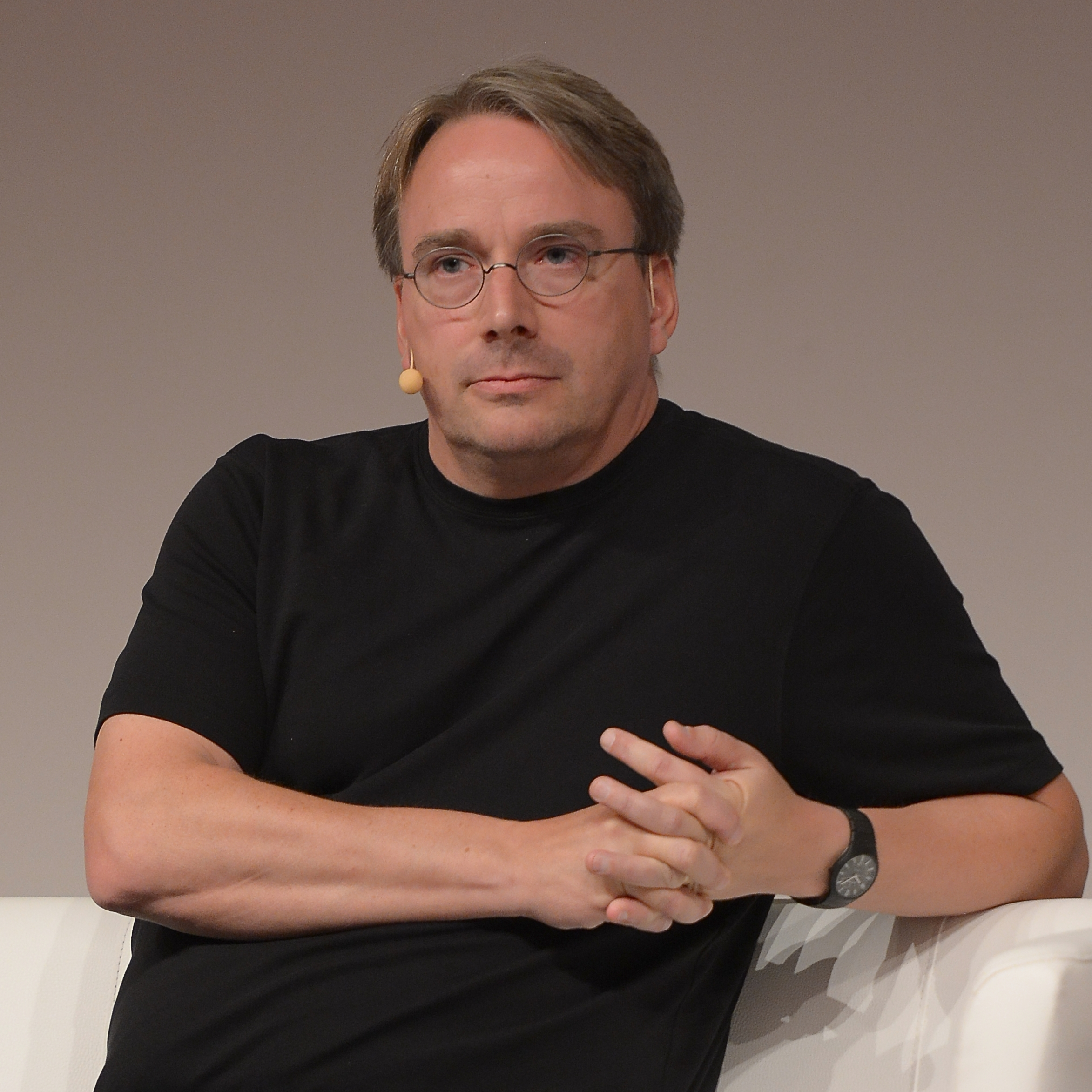
Линус Торвальдс — создатель и основной координатор проекта по разработке ядра Linux

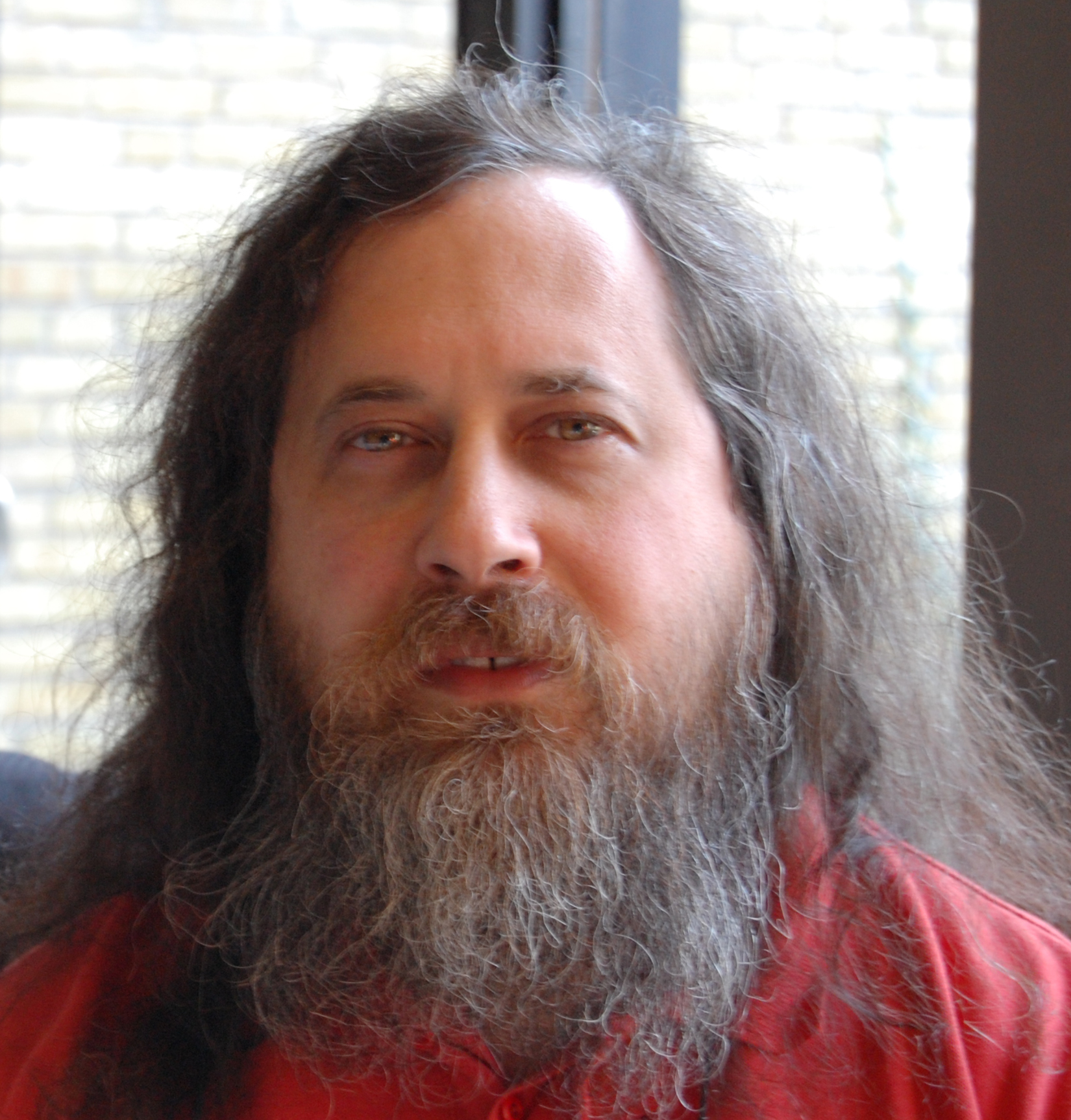
Ричард Столлман — основатель проекта GNU

## Ранняя история
В 1991 году во время обучения в Хельсинкском университете Линус Торвальдс заинтересовался операционными системами и был разочарован лицензией MINIX, которая ограничивала её использование только образовательными целями (что исключало любое коммерческое использование), вследствие чего начал работать над своей собственной операционной системой, которая в итоге стала Linux.
Торвальдс начал разработку ядра Linux на MINIX, и перенёс на него ряд приложений. Позже, когда Linux достиг определённой зрелости, появилась возможность продолжать разработку уже на базе самого Linux. Приложения GNU вскоре заменили приложения MINIX, так как код GNU, находящийся в свободном доступе, был более удобен для применения в молодой операционной системе (исходный код под лицензией GNU GPL может быть использован в других проектах, если они также выпускаются под той же или совместимой лицензией, для того чтобы сделать Linux доступным для коммерческого использования, Торвальдс начал переходить от своей первоначальной лицензии на GNU GPL). Разработчики работали над полной интеграцией компонентов GNU в Linux с целью создания полнофункциональной и свободной операционной системы (Linux).

## Модель
Linux-системы реализуются на модульных принципах, стандартах и соглашениях, заложенных в Unix в течение 1970-х и 1980-х годов. Такая система использует монолитное ядро, которое управляет процессами, сетевыми функциями, периферией и доступом к файловой системе. Драйверы устройств либо интегрированы непосредственно в ядро, либо добавлены в виде модулей, загружаемых во время работы системы.
Отдельные программы, взаимодействуя с ядром, обеспечивают функции системы более высокого уровня. Например, пользовательские компоненты GNU являются важной частью большинства Линукс-систем, включающей в себя наиболее распространённые реализации библиотеки языка Си, популярных оболочек операционной системы, и многих других общих инструментов Unix, которые выполняют многие основные задачи операционной системы.
Графический интерфейс пользователя (или GUI) в большинстве систем Linux построен на основе X Window System, реже на основе более современного Wayland.

### Интерфейс пользователя
В Linux-системах пользователи работают через интерфейс командной строки (CLI), графический интерфейс пользователя (GUI), или, в случае встраиваемых систем, через элементы управления соответствующих аппаратных средств. Настольные системы, как правило, имеют графический пользовательский интерфейс, в котором командная строка доступна через окно эмулятора терминала или в отдельной виртуальной консоли. Большинство низкоуровневых компонентов Линукс, включая пользовательские компоненты GNU, использует исключительно командную строку. Командная строка особенно хорошо подходит для автоматизации повторяющихся или отложенных задач, а также предоставляет очень простой механизм межпроцессного взаимодействия. Программа графического эмулятора терминала часто используется для доступа к командной строке с рабочего стола Linux.
Дистрибутивы, специально разработанные для серверов, могут использовать командную строку в качестве единственного интерфейса. На настольных системах наибольшей популярностью пользуются пользовательские интерфейсы, основанные на таких средах рабочего стола как GNOME, KDE Plasma Desktop и Xfce, хотя также существует целый ряд других пользовательских интерфейсов. Самые популярные пользовательские интерфейсы основаны на X Window System и Wayland (однако в настоящее время идёт активный отказ от первого). X Window System предоставляет прозрачность сети и позволяет графическим приложениям, работающим на одном компьютере, отображаться на другом компьютере, на котором пользователь может взаимодействовать с ними.
FVWM, Enlightenment и Window Maker — простые менеджеры окон X Window System, которые предоставляют окружение рабочего стола с минимальной функциональностью. Оконный менеджер предоставляет средства для управления размещением и внешним видом отдельных окон приложений, а также взаимодействует с X Window System. Окружение рабочего стола включает в себя оконные менеджеры как часть стандартной установки: Mutter для GNOME c 2011 года, KWin для KDE c 2000 года, Xfwm для Xfce с 1998 года, хотя пользователь при желании может выбрать другой менеджер окон.

## Реализация
Linux работает на множестве процессоров различных архитектур, таких как x86, x86-64, PowerPC, ARM, RISC-V, Alpha AXP, SPARC, Motorola 680x0, SuperH, IBM System/390, MIPS, PA-RISC, AXIS CRIS, Renesas M32R, Atmel AVR32, Renesas H8/300, NEC V850, Tensilica Xtensa, «Эльбрус» и многих других.
В отличие от коммерческих систем, таких как Windows или macOS, Linux не имеет географического центра разработки. Нет и организации, которая владела бы этой системой. Linux — результат работы тысяч проектов. Некоторые из этих проектов централизованы, некоторые сосредоточены в фирмах. Многие проекты объединяют хакеров со всего света, которые знакомы только по переписке. Создать свой проект или присоединиться к уже существующему может любой, и, в случае успеха, результаты работы станут известны миллионам пользователей. Пользователи принимают участие в тестировании свободных программ, общаются с разработчиками напрямую, что позволяет быстро находить и исправлять ошибки и реализовывать новые возможности.

История развития UNIX-систем. Linux является UNIX-совместимой, однако основывается на собственном исходном коде

С другой стороны, открытый код значительно снижает себестоимость разработки закрытых систем для Linux и позволяет снизить цену решения для пользователя, в результате Linux стала платформой, часто рекомендуемой для таких продуктов, как Oracle Database, DB2, Informix, Adaptive Server Enterprise, SAP R/3, Domino.

## Программирование в Linux
GNU Compiler Collection (GCC) является стандартным семейством компиляторов для большинства Linux-систем. Кроме того, GCC обеспечивает front-end для C, C++, Java. Большинство дистрибутивов включает в себя установленные интерпретаторы Bash, Perl, Python и других сценарных языков.
Существует ряд сред для разработки (IDE): KDevelop, Eclipse, NetBeans, Lazarus, IntelliJ IDEA, Code::Blocks, Visual Studio Code и другие; также доступны и традиционные текстовые редакторы, такие как Emacs и Vim.
Двумя распространёнными библиотеками визуальных элементов для создания графических интерфейсов пользователя являются Qt и GTK.

## Применение
В апреле 2011 года семейство операционных систем на базе ядра Linux — четвёртое по популярности в мире среди клиентов Всемирной паутины (включая мобильные телефоны). По разным данным, их популярность составляет от 1,5 до 5 %. На рынке веб-серверов доля Linux порядка 32 % (64,1 % указаны как доля Unix). Linux используется во всех входящих в список Top500 суперкомпьютерах планеты.
По состоянию на середину 2010-х годов системы Linux лидируют на рынках серверов (60 %), являются превалирующими в дата-центрах предприятий и организаций (согласно Linux Foundation), занимают половину рынка встраиваемых систем, имеют значительную долю рынка нетбуков (32 % на 2009 год). На рынке персональных компьютеров Linux стабильно занимает 3-е место (по разным данным, от 1 до 5 %). Согласно исследованию Goldman Sachs, в целом, рыночная доля Linux среди электронных устройств составляет около 42 %.
Облачные сервисы наподобие DigitalOcean предоставляют выделенные серверы разных видов Linux: Ubuntu, Debian, centOS.

### Серверы, рабочие станции и суперкомпьютеры
Дистрибутивы Linux уже давно используются в качестве серверных операционных систем и заняли значительную долю этого рынка; по данным компании Netcraft на февраль 2014 года, семь из десяти самых надёжных интернет-компаний, предоставляющих хостинг, используют Linux на своих веб-серверах.
Linux является ключевым компонентом комплекса серверного комплекта программного обеспечения LAMP (Linux, Apache, MariaDB/MySQL, Perl/PHP/Python), который приобрёл популярность среди веб-разработчиков и стал одной из наиболее распространённых платформ для хостинга веб-сайтов.
Linux становится всё более популярным на мейнфреймах как благодаря удобству переноса программного обеспечения, так отчасти из-за цены, с конца 2009 года IBM (основной производитель мейнфреймов) добавила к линейке мейнфреймов ряд систем, поддерживающих только z/Linux.
Также дистрибутивы Linux широко используются в качестве операционной системы суперкомпьютеров: по данным на ноябрь 2015, 98,8 % компьютеров из списка 500 самых мощных работали под управлением различных вариантов Linux. Операционной системой самого мощного современного суперкомпьютера — Summit — является Red Hat Enterprise Linux.

### Игровые приставки
9 января 2013 года компания Valve объявила, что разрабатываемая студией ПК-консоль Steam Machine будет работать под управлением SteamOS, базирующейся на Linux. Также существует возможность установки дистрибутивов Linux на некоторые игровые приставки (например, Sony PlayStation 2 (см. PlayStation 2 Linux), Sony PlayStation 3, Sony PlayStation 4, XBOX 360).

### Встраиваемые системы
Благодаря открытому исходному коду Linux портируется на многие аппаратные архитектуры непосредственно разработчиками оборудования или разработчиками программного обеспечения для такого оборудования, что превращает Linux Embedded в мощную платформу для встраиваемых приложений на бездисковых микропроцессорных платформах с ограниченными ресурсами памяти, которые находят применение в системах автоматики, модулях сетевого оборудования, оснащённых процессорами бытовых приборах, в том числе устройств, интегрируемых в рамках концепции «интернет вещей» и «умный дом».
Из-за ограниченных ресурсов целевой платформы встроенного Linux установка средств разработки приложений на конечной платформе, как правило, исключена. Поэтому применяется кросс-разработка приложений Linux, при которой средства разработки встроенного приложения Linux устанавливаются на настольном компьютере, обычно с операционной системой Ubuntu или Debian. С помощью инструментов кросс-разработки выполняется кросс-компиляция кода приложения и удалённая отладка приложения, при которой скомпилированное приложение запускается на целевой платформе, а код анализируется программой разработки, установленной на настольном компьютере.

### Применение в госструктурах
Linux пользуются популярностью у различных государственных и муниципальных структур: Федеральное правительство Бразилии хорошо известно своей поддержкой Linux. Правительство индийского штата Керала выпустило предписание о переходе всех школ штата на использование Linux. Для обеспечения технологической независимости Китай использует только Linux на своих процессорах Loongson. Некоторые регионы Испании разработали свои собственные дистрибутивы Linux, которые используются в образовании и госуправлении, например, такие как gnuLinEx в Эстремадуре и Guadalinex в Андалусии. Португалия также пользуется своим собственным дистрибутивом Caixa Mágica, разработанным для нетбука Magalhães и государственной программы электронного образования. Франция и Германия предпринимают ряд шагов по увеличению использования Linux.
По заказу Минобороны России был разработан дистрибутив Линукс МСВС, который в 2002 году стал основной платформой общего назначения. В 2013 году в Министерстве обороны была принята на снабжение и начала поэтапно внедряться ОС Astra Linux, а со временем планируется перевод всех служебных компьютеров и средств коммуникации ведомства на работу под её управлением. Также имеет место массовое использование дистрибутива Goslinux в системе Федеральной службы судебных приставов.

### Приспособленность к роли настольной операционной системы
Linux ранее критиковалась за неудобство использования в настольных компьютерах, в частности, из-за ощутимой нехватки полноценных версий популярных программ (особенно офисных пакетов) и проблем с поддержкой оборудования, что представляло серьёзную проблему для пользователей ноутбуков, так как они обычно используют множество проприетарных комплектующих. Также проблемой являлась сложность изучения в Linux того, что выходит за рамки повседневного использования, и трудности в настройке оборудования. Более того, Linux обвиняли в «неидеальности» для многих опытных пользователей.
Новые дистрибутивы Linux целенаправленно сконцентрировались на этом вопросе и значительно улучшили положение Linux среди настольных операционных систем:

Linux быстро приобрёл популярность среди малого бизнеса и домашних пользователей. В этом огромная заслуга Gutsy Gibbon (кодовое название Ubuntu 7.10 фирмы Canonical). Наряду с такими дистрибутивами, как Linspire, Mint, Xandros, OpenSUSE и gOS, Ubuntu (вместе с родственными ему Kubuntu, Edubuntu и Xubuntu) сгладил большинство острых углов Linux и отшлифовал для применения в настольных системах. Без сомнения, Gutsy Gibbon — самый стабильный, полный и дружелюбный дистрибутив Linux на сегодня. Установить и настроить его теперь проще, чем Windows.
— The Economist, декабрь 2007
Рабочая среда дистрибутивов Linux не сложнее, чем Windows и OS X. Современные настольные дистрибутивы имеют графический установщик, позволяющий автоматически разбивать диск на разделы, устанавливая готовую операционную систему, оснащённую интернет-браузером, музыкальными и видеоплеерами, офисный пакет, программой просмотра документов различных форматов и т. д. Также существует механизм (программа), облегчающий установку фирменных драйверов оборудования. В наше время можно вообще обойтись без терминала, что и делают многие пользователи, а для других пользователей «использование терминала» чаще всего означает копирование команды из готовой пошаговой инструкции с помощью мыши. Уровень аппаратной поддержки очень высок, часто выше, чем в последних версиях Microsoft Windows.

## Дистрибутивы Linux

Развитие дистрибутивов Linux

Большинство пользователей для установки Linux используют дистрибутивы, включающие не только набор программ, но и решающие ряд задач по обслуживанию, объединённых едиными системами установки, управления и обновления пакетов, настройки и поддержки.
Самые распространённые в мире дистрибутивы (2017): Linux Mint, Ubuntu, Debian, Mageia, Fedora, OpenSUSE, ArchLinux, CentOS, PCLinuxOS, Slackware, Gentoo. Многие из дистрибутивов связаны друг с другом и в той или иной степени совместимы, в частности, Ubuntu основан на Debian, а дистрибутивы Mint основаны как на Ubuntu, так и Debian (LMDE) и полностью с ними совместимы, но при этом включают дополнительно поддержку по умолчанию Java, Adobe Flash и некоторых других проприетарных компонентов, а CentOS основан на исходных текстах коммерческого дистрибутива Red Hat Enterprise Linux (доступного в бинарной сборке только платным подписчикам) и при этом полностью бинарно совместимый с ним.
Для многих упомянутых дистрибутивов характерна форма выпуска LiveCD, когда ОС запускается без установки с оптического диска или флеш-накопителя. Из этого состояния можно поставить систему стационарно либо работать таким образом до выключения компьютера — для этих целей существуют обособленные «мобильные» дистрибутивы, наиболее популярен из которых Knoppix. Дистрибутив Puppy Linux предназначен специально для устаревших и маломощных компьютеров.
Отдельный класс дистрибутивов — предполагающие самостоятельную сборку всех или части компонентов из исходных кодов, предназначенные для пользователей, заинтересованных в изучении устройства Linux, среди таковых — LFS, Gentoo, CRUX.
Существуют также дистрибутивы с региональной спецификой, например, в России создаются нацеленные в основном на внутренний рынок дистрибутивы ROSA, ALT Linux, ASPLinux (закрыт в 2011 году), НауЛинукс, Calculate Linux, Runtu, Rosinka, РЕД ОС, Astra Linux. В ФРГ существовал государственный региональный дистрибутив LiMux — «Мюнхенский Линукс».

## Критическая кампания
Microsoft пыталась критиковать Linux, развернув обширную маркетинговую кампанию «Get the Facts», утверждая о большей надёжности и защищённости своего семейства операционных систем. Корпорация опубликовала различные исследования-кейсы, однако их достоверность ставится под сомнение различными авторами, заявляющими о фальсификации этих сравнений со стороны Microsoft.
В частности, сравнивая количество уязвимостей, Microsoft предоставила данные об уязвимостях в различном программном обеспечении, в том числе пользовательского уровня, поставляемом в составе некоторых дистрибутивов Linux, сравнив это количество с уязвимостями только самой операционной системы Windows, который сам по себе не имеет такого количества применений и, конечно же, никогда не используется в таком «голом» виде.
При сравнении стоимости владения Microsoft ссылается на цены на поддержку серверных решений от Red Hat Linux, приводя в пример самую дорогую подписку (Премиум-подписка, круглосуточная поддержка по телефону или через Интернет). Кроме того, при сравнении используется разное оборудование — дешёвое для Windows и дорогое для Linux.
Эта и подобная критика кампании «Get the Facts» заставила Microsoft официально свернуть её и перейти к скрытым формам агитации.